# KTO (televisione)
KTO è un canale televisivo cattolico di lingua francese. È trasmesso in Francia, Belgio e Svizzera, nei Paesi francofoni, in Medio Oriente e nell'Africa sub-sahariana.

## Storia
I programmi del canale iniziarono il 13 dicembre 1999 per un'iniziativa di monsignor Jean-Michel di Falco, arcivescovo di Parigi dal 1981 al 2005, che gli era stata proposta dal cardinale Jean-Marie Lustiger.
La rete ha ospitato documentari di informazione sul Vaticano e la situazione dei cristiani in Iraq , così come momenti di intrattenimento del pubblico.
Il 15 giugno 2019, KTO ha trasmesso il primo servizio in diretta relativo all'incendio della cattedrale di Notre-Dame.

## Assetto proprietario
Il capitale di KTO era originariamente detenuto dai gruppi AXA, Lagardère SCA, Média-Participations, Vivendi, dal gruppo editoriale Bayard presse (fondato dagli agostiniani) e Lafarge, nonché dalla diocesi di Parigi e dalla Conferenza Episcopale Francese.
Una successiva riorganizzazione del capitale, ha portato l'emittente a costituirsi come una libera associazione tutelata dalla legge francese del 1901 e a gestire un budget annuale di 6,5 milioni di euro, finanziato da sponsorizzazioni aziendali, partenariati e dalle donazioni private di circa 250.000 persone.. Il gruppo Média-Participations è rimasto l'unico azionista dell'emittente.